# SN 2005eh
SN 2005eh – supernowa odkryta 9 września 2005 roku w galaktyce A214944+0039. W momencie odkrycia miała maksymalną jasność 21,70m.